# Biplano Calzoni

Disegno del Biplano Calzoni

Il biplano Calzoni o AC.240 è stato un aereo da addestramento monomotore biplano progettato dall'ingegnere Adriano Calzoni, rimasto allo stadio di prototipo e costruito nella seconda metà degli anni trenta.

## Storia del progetto
Nel 1936, in seguito ai notevoli impegni della Regia Aeronautica, che la vedevano impegnata nella guerra civile spagnola, vi fu una notevole richiesta di aerei per l'addestramento dei piloti militari. Nel 1937 l'ingegnere Adriano Calzoni progettò e realizzò il prototipo di un addestratore biplano, biposto ad abitacoli aperti, designato Calzoni AC.240 e che ottenne l'immatricolazione I-ADRI. L'aereo non suscitò alcun interesse presso le autorità militari, e a causa delle piccole dimensioni dell'azienda il prototipo non fu mai portato in volo venendo accantonato.

## Tecnica
Il Calzoni AC/240 era un velivolo da addestramento biplano, caratterizzato per la presenza di una ridotta luce tra le due ali sovrapposte (interplano) tale che il pilota aveva la visuale libera al di sopra dell'ala superiore. L'aereo aveva costruzione completamente lignea. Il carrello di atterraggio era triciclo posteriore, con le gambe principali fisse senza carenatura di protezione, e ruotino di coda fisso, anch'esso non carenato.
La cabina di pilotaggio inizialmente aperta, e poi chiusa da una capottina vetrata, prevedeva due posti in tandem per l'allievo e l'istruttore. La motorizzazione prevista si basava su un propulsore Alfa Romeo 110-I a 4 cilindri in linea, rovesciato, raffreddato ad aria erogante 120 CV, ed azionante un'elica tripala lignea.

## Impiego operativo
Nel febbraio 1940, pochi mesi prima dell'entrata in guerra dell'Italia. Fu portato in volo dall'ing. Simone per gli opportuni collaudi e per l'omologazione, quindi gli fu assegnata la matricola ADRI dal nome del progettista.
L'aereo successivamente venne trasferito via ferrovia a Guidonia per effettuare i previsti collaudi in volo. Il mese successivo il personale del RUNA di Bologna lo rimontò, preparandolo per il volo.
Il 18 marzo la Direzione Generale Costruzioni Aeronautiche (D.G.C.A.) scrisse alla D.S.S.E. per effettuare le previste prove di rilievo delle qualità di volo, specificando nel contempo, che qualsiasi fosse stato l'esito delle prove il velivolo non sarebbe mai stato acquistato.
Per tutto il 1940 l'aereo rimase inutilmente a Guidonia in attesa dell'invio di un pilota collaudatore da parte della ditta. Nel febbraio 1941 il suo progettista sollecitò l'amministrazione aeronautica ad acquistare l'aereo, così da rientrare dalle spese sostenute per la sua realizzazione. Tuttavia il gabinetto del Ministero dell'Aeronautica espresse nuovamente parere negativo al suo acquisto.
Le notizie del velivolo si perdono definitivamente dopo il giugno del 1942. In tale data il colonnello Casero, direttore del centro di Guidonia, ribadiva nuovamente l'inopportunità dell'acquisto, sollecitando nuovamente l'ingegner Calzoni a ritirare l'aereo. Da quel momento il destino del prototipo è ignoto.

## Utilizzatori
- Regia Aeronautica

### Pubblicazioni
- Giorgio Apostolo (a cura di), Paper Aircraft: il biplano Calzoni, in Aerofan, N.1, Milano, Associazione Italiana per la Storia dell'Aviazione, gennaio-marzo 1978,  p. 45.